# Flokken
Flokken er en dansk kortfilm fra 2013 med instruktion og manuskript af Klas Marklund.

## Handling
En hærdet gruppe unge, i en søvnig landsby et sted. Outsideren Lasse inviteres ind i flokken. En verden af skønhed og fristelser åbner sig for Lasses fødder. Men faren venter på ham som et rovdyr i mørket.